# یزید بن مهلب
یزید پسر مُهَلَّب با نام کامل یزید بن مهلب ابن ابی صفره ازدی معروف به ابو خالد، از سرداران عرب در زمان امویان بود که برای مدتی امیر ولایت خراسان بود. از اعمال معروفش کشتار مردم گرگان، آسیاب‌گردانیدن به خون ایشان و آرد کردن گندم به آن و خوردن نانش در جریان جنگ با فرخان بزرگ است. اسپهبد فرخان بزرگ که عرب‌ها به او لقب ذوالمناقب داده بودند، از دودمان دابویگان طبرستان بود و سپاه یزید بن مهلب، در چند مرحله با او جنگید. سرانجام، یزید از فرخان شکست خورد و در بازگشت به عراق به زندان افتاد. او نیا و بنیان‌گذار خاندان مهلبیان است که در اوایل خلافت عباسی نقش پر رنگی ایفا کردند. پسر او محمد بن یزید بن مهلب نام داشت.

## زندگی‌نامه

نقشه خراسان در زمان حکومت و نبردهای ابن مهلب

یزید پسر مهلب برادر زن حجاج بن یوسف و فرزند مهلب بن ابی‌صفره والی حجاج در خراسان، و از سرداران عرب در زمان امویان بود که برای مدتی امیر ولایت خراسان بود.
یزید پس از مرگ پدرش، به حکومت خراسان رسید ولی بعد، حجاج او را زندانی نمود، مدتی بعد، او از زندان گریخت و در فلسطین به حضور سلیمان بن عبدالملک رفت و او از برادرش ولید بن عبدالملک عفو او را گرفت. با مرگ حجاج در سال ۹۶ به فرمانروایی عراق و به سال ۹۸، دوباره به فرمانروایی خراسان رسید و گرگان و سرزمین‌های دیگری را به تصرف درآورد و با ۲۵ میلیون درهم پول نقد به سوی سلیمان بن عبدالملک در شام شتافت، یزید در راه که بود سلیمان درگذشت و عمر بن عبدالعزیز به خلافت نشست.

### حمله به طبرستان
سلیمان بن عبدالملک در سال ۹۸ هجری، یزید بن مهلب را امارت خراسان داد. یزید به ماوراء النهر رفت به جهاد مشغول شد و برای سلیمان فتح نامه می‌نوشت. سلیمان به یزید نوشت چرا آنچه را به قتیبه عیب می‌کردی، خود نمی‌کنی و آهنگ فتح طبرستان نمی‌نمایی. یزید لشکر عرب و خراسان و ماوراء النهر برگرفت و به دهستان آمد. در این زمان حکمرانان دهستان، صول خوانده می‌شدند و ابن اسفندیار از آنان به بنام «نهابدیه صولیه» یاد می‌کند (نهابده جمع نهبد = نهاپت به زبان ارمنی به معنای بزرگ یا پیر یا مهتر قوم). به‌هرحال همانگونه که گذشت تُرکان از اسپهبد فرخان شکست سختی خورده و مهتر آنها صول در جنگ با اسپهبد کشته شده بود. اکنون فرمانروایی آن نواحی صول دیگری را بود که سر به فرمان اسپهبد فرخان نهاده و رای او را کار می‌بست. وی در برابر سپاه عظیم یزید بن مهلب تاب پایداری نداشت و به گفته طبری به حصار دهستان اندر شد تا اینکه صول برای خود و سیصد تن از کسان خویش زنهار خواست. یزید اجابت نمود و گروه بسیار از حصاریان را بکشت. اسپهبد فرخان که با لشکرش منتظر بود، پس از رسیدن خبر سقوط گرگان، به نوشته ابن اسفندیار «جمله اهل ولایت و حرم و اموال و چهارپای به کوهستان فرستاد و به هامون و صحرا هیچ چیز نگذاشت تا یزید به تمیشه رسید و بقهر بستد و ضریس نام فرمانده ای بود که یزید با اسیران و خزانه و حواشی و مردی چند، به گرگان فرستاد» و خود به درون طبرستان آمد و اسپهبد در مقابل او به پشته‌ها همی رفت. یزید به ساری رسید و به سرای اسپهبد فرود آمد. به نوشته طبری هر روز حرب همی کردند گاه ظفر مسلمانان را بودی و گاه کافران را.
اسپهبد در اندیشه عقب‌نشینی و رفتن به دیلمان بود اما دازمهر پسر اسپهبد که بعدها جانشین او گردید پیش پدر آمد و گفت هرگاه چنین کنی هیبت پادشاهی تو از میان خواهد رفت و او را به مقاومت برانگیخت و گفت آن اولی تر که ثبات نمایی و معتمدان فرستی تا مدد آورند. اصفهبد را این رأی صوابتر آمد و در وعده‌های مختلف قاصدانی را فرستاد و ده هزار مرد پیش او آمدند و اسپهبد آماده جنگ شد. نخست پیروزی با لشکریان یزید بن مهلب بود اما اسپهبد و سپاهیانش به قلل کوه‌ها شدند و به سنگ و تیر لشکر اموی را هزیمت کردند و به راهی دیگر آمده و سر بازگرفته پانزده هزار تن از لشکریان اموی از جمله چند تن از خویشان یزید را هلاک کردند و همچنین به لشکرگاه یزید رسیده و خیمه را سوزانده و غارت کردند. ابن اسفندیار می‌نویسد: پس از این پیروزی «در حال اصفهبد مسرعی به گرگان دوانید پیش نهابده صولیه که ما اصحاب یزید مهلب را کشتیم و لشکر او شکسته، باید ضریس را که با آن جماعت به گرگان اند، هلاک نمائید و مال و چهارپای ایشان ترا بخشیدیم. نهابده، چنانچه فرمان اصفهبد بود به شبیخون به سر آن جماعت آمدند و تا آخر ایشان جمله را کشته و از آن جماعت پنجاه مرد بنو اعمام یزید بودند .» اسپهبد فرمان داد «تا از ساری به تمیشه دار انجن کنند (راه‌ها را با درخت‌ها بگیرند) چنانچه سوار نتوان گذشت و شارع نیست گردانند». یزید که خود را در محاصره اسپهبد دید خائف و پریشان شد و تدبیر خلاص خود می‌کرد. شخصی بنام حیان النبطی که از دیلمیان و همراه یزید بود، نزد خود خواست و گفت «خبر گرگان چنین رسید و اینجا راه ما فرو گرفتند و دو سال گذشت تا بدین غزو و جهاد مشغولیم، یک به‌دست زمین ما را مسلم نمی‌شود و مردم ما بستوه آمدند. کسی مسلمانی قبول نمی‌کند. طریقی اندیش و چاره ای ساز تا به سلامت از این ولایت بیرون شویم». آنگاه حیان را گفت که نزد اسپهبد رود و سعی در استخلاص او نماید. حیان گفت «این گبر حال خیره شده‌است. اگر سخن من نشنود و گوید دو سال است تا ولایت من خراب می‌کنند مال و چهارپای تاراج داده، جواب چه گویم. یزید گفت تا سیصد هزار درهم (پول نقره) قبول کند بدهم ما را راه دهد»
حیان پیش اسپهبد فرخان آمد و پس از گفتگوی زیاد، اسپهبد خلاص یزید و همراهان او را موکول به سیصد هزار دینار (پول زر) از یزید و پنج هزار درهم از حیان و همچنین استرداد همه اسیران و فروگذاشتن قلمرو خود نمود. شرایط اسپهبد را پذیرفتند و تاوان جنگ را تأدیه کردند و جان به سلامت بدر بردند. اسپهبد به تمیشه که مرز طبرستان و گرگان بود نزول نمود به لب خندق که خود فرمان حفر آن را داده بود نشست و جمله اسیران ولایت خویش را بازستانده به مرز و بوم خود آورد.
یزید بن مهلب پیش از شکست، در طبرستان غنائمی به‌دست آورده و شرایط سنگینی را برای دست کشیدن از جنگ پیشنهاد کرده و مطمئن به قبول آن از طرف فرخان بود. این شرایط را طبری چنین آورده‌است «هزار هزار درم و دویست هزار و چهارصد خروار زعفران و جامه طبرستان از گلیم‌ها و دستارها و آنکه از طبرستان خیزد و چهارصد برده و بر هر برده سپری و بر هر سپر دو تا جامه برنهاده یکی پرنیان و یکی کتان و بر هر سپری جامی سیمین بر سر زده از چهارصد مثقال» و بدین جهت به سلیمان عبدالملک نوشته بود برای حمل غنائم قطاری از شتران از شام بیایند. اما چنان‌که دیدیم اینهمه بازگذاشت و با سیصد هزار دینار و پنج هزار درم (درهم) تاوان جنگ به اسپهبد فرخان و به استرداد اسیران، جان از مهلکه بدر برد.
لشکر کشی یزید بن مهلب در طبرستان که آخرین تلاش خلفای اموی برای گشودن طبرستان بود از سال ۹۸ هجری آغاز و به سال ۹۹ هجری خاتمه یافت و چنانچه دیدیم مانند لشکرکشی‌های دیگر با شکست روبرو گردید و با پرداخت تاوان جنگ به اسپهبد فرخان پایان یافت.
یزید را عمر بن عبدالعزیز (۹۹ – ۱۰۱ هجری) که پس از سلیمان به خلافت رسید به سال ۹۹ هجری به گفته طبری «از خراسان باز کرد.» چون به شام رسید عمر بن عبدالعزیز فرمود «تا نبشته بر او عرض کنند (یزید) گفت اول چنین بود و چندین غنائم یافته بودیم اما بیرون نتوانستیم آورد. از او قبول نکردند و او را به زندان افکندند».
عمر بن عبدالعزیز او را به سبب پولی که به ظلم و ستم از مردم گرفته بود زندانی ساخت. در سال ۱۰۱ با مرگ عمر بن عبدالعزیز و خلافت یزید بن عبدالملک که با وی دشمنی داشت از زندان گریخته به بصره رفت و یزید بن عبدالملک را از خلافت عزل نموده، مردم را به سوی خود دعوت نمود. یزید بن عبدالملک نیز برادرش سلمه را با سپاهی گران برای سرکوبی او فرستاد که سرانجام سلمه پیروز شد و یزید بن مهلب را کشت و سر او را برای برادر به شام فرستاد. خانواده او به کرمان رفتند و به جنگ ادامه دادند ولی سرانجام منکوب شدند.

### شورش
یزید بن مهلب در دوره عمر بن عبدالعزیز به اتهام پنهان کردن اموال دولتی به زندان افتاد و در اواخر دوره عمر فرار کرد و به بصره رفت و این شهر را تصرف کرده، با زندانی کردن حاکم آنجا عملاً با امویان اعلام جنگ نمود. او بر کوفه و اهواز و فارس و کرمان مسلط بود. سرانجام مسلمه بن عبدالملک، برادر خلیفه، موفق شد در جنگی حول شهر کوفه او را شکست داده و به قتل برساند.